# Pulzarjev planet
Pulzarjev planet je vrsta planeta, ki kroži okoli pulzarja ali hitro vrteče se nevtronske zvezde.
Prvi pulzarjev planet, PSR B1257+12, in hkrati prvi zunajosončni planet sta leta 1992 odkrila Aleksander Wolszczan in Dale Frail. Kljub temu je odkritje porodilo dvome o obstoju tovrstnega planeta, saj naj bi bili vsi planeti, ki so krožili okoli izvorne zvezde, uničeni med supernovo.
Leta 2006 je bil okrog magnetarja (pulzar z izjemno močnim magnetnim poljem) 4U 0142+61 odkriti protoplanetni disk, za katerega je domnevano, da je nastal iz z železom bogatih ostankov različnih nebesnih teles po supernovi. V skladu s tem naj bi planeti nastajali na podoben način kot pri običajnih zvezdah. Možnost, da bi obstajala kakršnakoli oblika življenja na omenjeni vrsti planeta, je zelo majhna, med drugim zaradi visokih vrednosti ionizirajočega sevanja, ki ga oddaja pulzar.
Kasneje so bili pri pulzarju PSR B1257+12 odkriti še trije planeti, pri PSR B1620-26 pa še eden. Za pulzarje Geminga, PSR B0329+54 in PSR B1828-10 je trenutno le domnevano, da imajo svoje planete.